# Yevgeni Tatarinov
Yevgeni Vladimirovich Tatarinov (tiếng Nga: Евгений Владимирович Татаринов; sinh ngày 6 tháng 2 năm 1999) là một cầu thủ bóng đá người Nga. Anh thi đấu cho FC Ural Yekaterinburg.

## Sự nghiệp câu lạc bộ
Anh có màn ra mắt cho đội một của FC Ural Yekaterinburg vào ngày 20 tháng 9 năm 2017 trong trận đấu tại Cúp quốc gia Nga trước F.K. Luch-Energiya Vladivostok.

## Thống kê sự nghiệp
Tính đến 13 tháng 5 năm 2018
| Câu lạc bộ            | Mùa giải  | Giải vô địch   | Giải vô địch | Giải vô địch | Cúp     | Cúp       | Châu lục | Châu lục  | Tổng cộng | Tổng cộng |
| Câu lạc bộ            | Mùa giải  | Hạng đấu       | Số trận      | Bàn thắng    | Số trận | Bàn thắng | Số trận  | Bàn thắng | Số trận   | Bàn thắng |
| --------------------- | --------- | -------------- | ------------ | ------------ | ------- | --------- | -------- | --------- | --------- | --------- |
| FC Ural Yekaterinburg | 2016–17   | Premier League | 0            | 0            | 0       | 0         | –        | –         | 0         | 0         |
| FC Ural Yekaterinburg | 2017–18   | Premier League | 0            | 0            | 1       | 0         | –        | –         | 1         | 0         |
| FC Ural Yekaterinburg | Tổng cộng | Tổng cộng      | 0            | 0            | 1       | 0         | 0        | 0         | 1         | 0         |